# Barco tortuga
Un Barco Tortuga, también conocido como Kobukson o Geobukseon (거북선), era una galera desarrollada en Corea en el siglo XVI. El barco tortuga se hizo famoso después de que el almirante coreano Yi Sun Sin y su subordinado, el teniente Na Dae Yong, los utilizaran innovadoramente en la guerra que lucharon los coreanos para evitar la invasión de Japón entre 1592 y 1598.
Este tipo de embarcación contaba con una armadura cubriendo el techo de la nave, que protegía a marineros y remeros. Esta protección estaba formada por planchas de madera que impedían al enemigo abordar la nave. Por la boca de la cabeza de dragón en el frente se liberaban vapores y humos para ocultar al barco del enemigo. Además contaban con poder de artillería, otorgado por una carga de 11 cañones por banda, dos en la popa y uno en proa. Su aspecto se asemejaba al de una tortuga, derivando de ahí su nombre.
La propulsión de los barcos tortuga era generada por un conjunto de velas sobre el barco y por los remeros que se encontraban dentro de la nave.
Su uso fue muy difundido en batallas navales lideradas por el almirante Yi Sun Sin, especialmente en las de Noryang y Myeongyang, en las cuales la flota de Joseon infligió a la japonesa cuantiosas pérdidas, que le obligaron a olvidar sus sueños de invadir Corea.

## Construcción

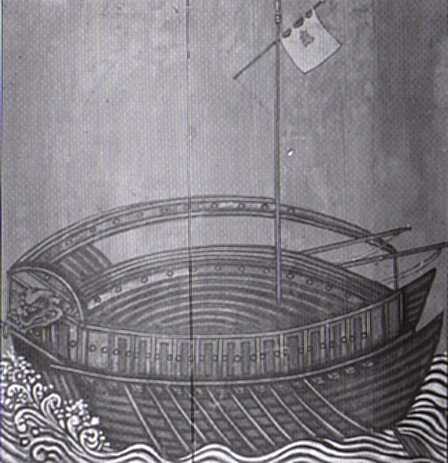
Barco tortuga de principios del en una ilustración que data de 1795.

De acuerdo con el Nanjung Ilgi (diario personal escrito por Yi Sun Sin), Yi decidió resucitar el barco tortuga en 1591, basado en diseños preexistentes, después de discutir el tema con sus subordinados. Esta determinación fue tomada gracias a la casi inminencia de la invasión japonesa, que desembocaría en la Guerra Imjin.
Yi completó su primer barco tortuga y lo lanzó al mar el 27 de marzo de 1592, un día antes del Sitio de Busán y la Batalla de Tadaejin.
Según algunas fuentes secundarias, particularmente surcoreanas, los barcos tortuga son considerados los primeros acorazados de la historia, pero en realidad existe poca evidencia real de acorazamiento. Ni Yi Sun-shin, el supuesto inventor, menciona un techo de hierro en su diario de guerra, ni su sobrino Yi Pun, el principal historiador de la guerra contra los japoneses, ni los anales del rey Sonjo, una compilacíon extensa de documentos oficiales del periodo. Por el contrario, el primer ministro Yu Song-nyong describe explícitamente a los barcos tortuga como "cubiertos con entarimados de madera". Aparte de eso, hay otras pretensiones anteriores del primer acorazado como la carraca Santa Anna de la Orden de Malta (1522), y la batería flotante neerlandesa Finis Bellis (1585), entre otras más.

## En la cultura popular
Los Barcos Tortuga han sido utilizados como una unidad en algunos videojuegos con referencias históricas. Son una de las dos unidades únicas de la civilización coreana en el videojuego Age of Empires II: The Conquerors. En el juego también se incluye un escenario en el que el jugador debe defender Corea de la invasión japonesa, destruyendo sus puertos y barcos con el apoyo del Almirante Yi Sun Sin y sus Barcos Tortuga representando la Batalla de Noryang. Los Barcos Tortuga aparecen como un easter egg y unidad controlable en la última misión de la campaña de los aztecas en el mismo juego. También se los puede encontrar en el juego Empires: Dawn of the Modern World.